# Coupe du monde de ski alpin 2000-2001
Navigation
Édition précédente Édition suivante
La coupe du monde de ski alpin 2000-2001 est la 35e édition de la coupe du monde de ski alpin, compétition de ski alpin organisée annuellement. Elle se déroule du 28 octobre 2000 au 11 mars 2001.
Les hommes disputent 33 épreuves : 9 descentes, 5 super-G, 9 géants, 9 slaloms et 1 combiné.
Les femmes disputent 34 épreuves : 8 descentes, 8 super-G, 8 géants, 9 slaloms et 1 combiné.
Les championnats du monde sont disputés à Sankt Anton du 29 janvier au 10 février 2001.

## Tableau d'honneur
| Catégorie | Messieurs      | Dames            |
| --------- | -------------- | ---------------- |
| Général   | Hermann Maier  | Janica Kostelić  |
| Descente  | Hermann Maier  | Isolde Kostner   |
| Super G   | Hermann Maier  | Régine Cavagnoud |
| Géant     | Hermann Maier  | Sonja Nef        |
| Slalom    | Benjamin Raich | Janica Kostelić  |
| Combiné   | Lasse Kjus     | Janica Kostelić  |

## Résumé de la saison
Hermann Maier tenant de l'édition précédente, remporte son troisième gros globe. Il rejoint le suédois Ingemar Stenmark et l'américain Phil Mahre au palmarès des triple-vainqueurs du classement général.
Toujours dominateur en descente, super G et géant, Maier égale le record de victoires en une saison détenu par Stenmark depuis 1980 en remporte 13 succès (5 descentes, 5 géant et 3 super G ). Le skieur de Flachau devance de 743 points son compatriote Stephan Eberharter auteur de huit podiums dont 2 victoires en descente et le norvégien Lasse Kjus vainqueur de la coupe du monde de combiné de 752 points.
À 29 ans, Hermann Maier dont la carrière en coupe du monde s'étale sur seulement quatre saisons complètes détient de nombreux records et compte déjà :
- 3 coupes du monde et 9 coupes du monde de spécialités (4 en super G, 3 en géant et 2 en descente),
- 41 victoires en coupe du monde (16 super G, 13 géants, 11 descentes et 1 combiné)
- 2 titres olympiques en super G (1998) et en géant (1998),
- 2 titres mondiaux en descente (1999) et super G (1999).

Le jeune autrichien Benjamin Raich 23 ans, vainqueur de quatre slaloms (Chamonix, doublé Kitzbühel-Schladming et Åre) remporte la coupe du monde de slalom devant ses compatriotes Heinz Schilchegger (1 victoire) et Mario Matt (1 victoire).
Silvano Beltrametti 21 ans signe son premier podium en descente a Lake Louise. Auteur de nombreux résultats probants sur toute la saison qui le place 7e mondial, le jeune suisse s'affirme comme l'un des plus gros potentiel dans les disciplines de vitesse.
Le français Pierrick Bourgeat qui signe un doublé retentissant en remportant les deux slaloms disputés à Shigakogen est le seul français vainqueur en coupe du Monde.
Janica Kostelić 19 ans remporte la coupe du monde pour la première fois de sa carrière. Elle devient la première skieuse croate à inscrire son nom au palmarès.
Le succès de Kostelić est en grande partie du aux qualités dont elle fit preuve sur toute la saison en slalom. En effet avec huit victoires en dix slaloms, elle aura inscrit plus de 65 % de son total de points final dans la discipline. En ajoutant une victoire en combiné et des performances régulières en géant, Kostelić s'impose avec 67 points d'avance sur Renate Götschl et 151 sur Régine Cavagnoud.
Isolde Kostner remporte la coupe du monde de descente grâce à six podiums dont deux victoires. Une première pour l'Italie dans cette discipline chez les dames.
La coupe du monde de super G revient à Régine Cavagnoud. Auteur de trois victoires, six podiums et championne du monde à Sankt Anton, la française succède à Carole Merle dernière lauréate du globe de la discipline mais aussi dernière championne du monde tricolore en 1993.
Sonja Nef remporte six géants et accroche son premier globe de la discipline avec 268 points d'avance sur la jeune suédoise Anja Pärson (5 podiums). Vainqueur en outre du slalom des finales, la suissesse termine deuxième du classement du slalom loin derrière l'intouchable Kostelić.
Carole Montillet 28 ans remporte à Garmisch sa première victoire en coupe du monde et termine quatrième et troisième des classements de la descente et du super G.

## Système de points
Le vainqueur d'une épreuve de coupe du monde se voit attribuer 100 points pour le classement général. Les skieurs classés aux trente premières places marquent des points.
| Place  | 1er | 2d | 3e | 4e | 5e | 6e | 7e | 8e | 9e | 10e | 11e | 12e | 13e | 14e | 15e | 16e | 17e | 18e | 19e | 20e | 21e | 22e | 23e | 24e | 25e | 26e | 27e | 28e | 29e | 30e |
| ------ | --- | -- | -- | -- | -- | -- | -- | -- | -- | --- | --- | --- | --- | --- | --- | --- | --- | --- | --- | --- | --- | --- | --- | --- | --- | --- | --- | --- | --- | --- |
| Points | 100 | 80 | 60 | 50 | 45 | 40 | 36 | 32 | 29 | 26  | 24  | 22  | 20  | 18  | 16  | 15  | 14  | 13  | 12  | 11  | 10  | 9   | 8   | 7   | 6   | 5   | 4   | 3   | 2   | 1   |

## Classement général
| Rang | Nom                  | Points | Victoire(s) | Podium(s) |
| ---- | -------------------- | ------ | ----------- | --------- |
| 1    | Hermann Maier        | 1618   | 13          | 15        |
| 2    | Stephan Eberharter   | 875    | 2           | 7         |
| 3    | Lasse Kjus           | 866    | 1           | 6         |
| 4    | Benjamin Raich       | 865    | 4           | 8         |
| 5    | Michael von Grünigen | 743    | 3           | 4         |
| 6    | Heinz Schilchegger   | 730    | 1           | 6         |
| 7    | Kjetil André Aamodt  | 668    |             | 2         |
| 8    | Josef Strobl         | 527    |             | 1         |
| 9    | Fredrik Nyberg       | 475    | 1           | 4         |
| 10   | Didier Cuche         | 473    |             | 1         |
| 11   | Christoph Gruber     | 470    | 1           | 2         |
| 12   | Hannes Trinkl        | 461    |             | 2         |
| 13   | Fritz Strobl         | 457    | 1           | 3         |
| 14   | Marco Büchel         | 447    |             | 2         |
| 15   | Erik Schlopy         | 434    |             | 2         |
| 16   | Werner Franz         | 418    |             | 1         |
| 17   | Mario Matt           | 406    | 1           | 4         |
| 18   | Andreas Schifferer   | 373    |             | 2         |
| 19   | Pierrick Bourgeat    | 368    | 2           | 3         |
| 20   | Silvano Beltrametti  | 340    |             | 1         |
| 20   | Hans Petter Buraas   | 340    | 1           | 3         |

| Rang | Nom                   | Points | Victoire(s) | Podium(s) |
| ---- | --------------------- | ------ | ----------- | --------- |
| 1    | Janica Kostelić       | 1256   | 9           | 9         |
| 2    | Renate Götschl        | 1189   | 3           | 13        |
| 3    | Régine Cavagnoud      | 1105   | 3           | 9         |
| 4    | Sonja Nef             | 1060   | 7           | 10        |
| 5    | Michaela Dorfmeister  | 923    | 2           | 4         |
| 6    | Isolde Kostner        | 895    | 3           | 7         |
| 7    | Martina Ertl          | 776    | 1           | 5         |
| 8    | Corinne Rey-Bellet    | 744    | 1           | 4         |
| 9    | Carole Montillet      | 702    | 1           | 4         |
| 10   | Brigitte Obermoser    | 669    | 1           | 3         |
| 11   | Anja Pärson           | 643    |             | 6         |
| 12   | Mélanie Turgeon       | 639    |             | 4         |
| 13   | Karen Putzer          | 493    |             | 1         |
| 14   | Christel Pascal       | 429    |             | 2         |
| 15   | Petra Haltmayr        | 397    | 1           | 2         |
| 16   | Alexandra Meissnitzer | 378    |             |           |
| 17   | Kristina Koznick      | 371    |             | 3         |
| 18   | Mojca Suhadolc        | 348    |             |           |
| 19   | Karin Köllerer        | 347    |             | 2         |
| 20   | Tanja Poutiainen      | 342    |             |           |

## Classements de chaque discipline
Les noms en gras remportent les titres des disciplines.

### Descente
| Rang | Nom                 | Points | Victoire(s) | Podium(s) |
| ---- | ------------------- | ------ | ----------- | --------- |
| 1    | Hermann Maier       | 576    | 5           | 5         |
| 2    | Stephan Eberharter  | 562    | 2           | 6         |
| 3    | Fritz Strobl        | 402    | 1           | 3         |
| 4    | Hannes Trinkl       | 313    |             | 1         |
| 5    | Lasse Kjus          | 301    |             | 3         |
| 6    | Franco Cavegn       | 290    |             | 1         |
| 7    | Silvano Beltrametti | 266    |             | 1         |
| 8    | Werner Franz        | 236    |             |           |
| 9    | Peter Rzehak        | 213    |             | 1         |
| 10   | Josef Strobl        | 196    |             |           |

| Rang | Nom                  | Points | Victoire(s) | Podium(s) |
| ---- | -------------------- | ------ | ----------- | --------- |
| 1    | Isolde Kostner       | 596    | 2           | 6         |
| 2    | Renate Götschl       | 455    | 2           | 5         |
| 3    | Régine Cavagnoud     | 360    |             | 3         |
| 4    | Carole Montillet     | 297    |             | 1         |
| 5    | Brigitte Obermoser   | 295    | 1           | 1         |
| 6    | Mélanie Turgeon      | 275    |             | 1         |
| 7    | Petra Haltmayr       | 215    | 1           | 2         |
| 8    | Corinne Rey-Bellet   | 212    |             | 1         |
| 9    | Michaela Dorfmeister | 210    |             |           |
| 10   | Megan Gerety         | 204    |             |           |

### Super G
| Rang | Nom                 | Points | Victoire(s) | Podium(s) |
| ---- | ------------------- | ------ | ----------- | --------- |
| 1    | Hermann Maier       | 420    | 3           | 4         |
| 2    | Christoph Gruber    | 246    | 1           | 2         |
| 3    | Josef Strobl        | 228    |             | 1         |
| 4    | Stephan Eberharter  | 208    |             | 1         |
| 5    | Werner Franz        | 182    |             | 1         |
| 6    | Didier Cuche        | 177    |             | 1         |
| 7    | Hannes Trinkl       | 148    |             | 1         |
| 8    | Lasse Kjus          | 143    |             | 1         |
| 9    | Fredrik Nyberg      | 129    | 1           | 1         |
| 10   | Kjetil André Aamodt | 124    |             |           |

| Rang | Nom                  | Points | Victoire(s) | Podium(s) |
| ---- | -------------------- | ------ | ----------- | --------- |
| 1    | Régine Cavagnoud     | 577    | 3           | 6         |
| 2    | Renate Götschl       | 466    | 1           | 5         |
| 3    | Carole Montillet     | 405    | 1           | 3         |
| 4    | Mélanie Turgeon      | 364    |             | 3         |
| 5    | Michaela Dorfmeister | 332    | 1           | 2         |
| 6    | Isolde Kostner       | 281    | 1           | 1         |
| 7    | Corinne Rey-Bellet   | 267    | 1           | 2         |
| 8    | Mojca Suhadolc       | 162    |             |           |
| 9    | Martina Ertl         | 156    |             | 1         |
| 10   | Petra Haltmayr       | 153    |             |           |

### Géant
| Rang | Nom                   | Points | Victoire(s) | Podium(s) |
| ---- | --------------------- | ------ | ----------- | --------- |
| 1    | Hermann Maier         | 622    | 5           | 6         |
| 2    | Michael von Grünigen  | 612    | 3           | 4         |
| 3    | Erik Schlopy          | 350    |             | 2         |
| 4    | Benjamin Raich        | 320    |             | 3         |
| 5    | Heinz Schilchegger    | 316    |             | 2         |
| 6    | Marco Büchel          | 305    |             | 2         |
| 7    | Fredrik Nyberg        | 300    |             | 3         |
| 8    | Lasse Kjus            | 241    |             | 1         |
| 9    | Andreas Schifferer    | 185    |             | 1         |
| 9    | Massimiliano Blardone | 185    |             |           |

| Rang | Nom                  | Points | Victoire(s) | Podium(s) |
| ---- | -------------------- | ------ | ----------- | --------- |
| 1    | Sonja Nef            | 676    | 6           | 7         |
| 2    | Anja Pärson          | 408    |             | 5         |
| 3    | Michaela Dorfmeister | 341    | 1           | 2         |
| 4    | Karen Putzer         | 297    |             | 1         |
| 5    | Corinne Rey-Bellet   | 265    |             | 1         |
| 6    | Martina Ertl         | 260    | 1           | 1         |
| 7    | Brigitte Obermoser   | 238    |             | 1         |
| 8    | Allison Forsyth      | 226    |             | 1         |
| 9    | Janica Kostelić      | 204    |             |           |
| 10   | Ylva Nowén           | 162    |             | 1         |

### Slalom
| Rang | Nom                 | Points | Victoire(s) | Podium(s) |
| ---- | ------------------- | ------ | ----------- | --------- |
| 1    | Benjamin Raich      | 545    | 4           | 5         |
| 2    | Heinz Schilchegger  | 414    | 1           | 4         |
| 3    | Mario Matt          | 406    | 1           | 4         |
| 4    | Pierrick Bourgeat   | 368    | 2           | 3         |
| 5    | Hans Petter Buraas  | 340    | 1           | 3         |
| 6    | Jure Košir          | 300    |             | 2         |
| 7    | Kjetil André Aamodt | 291    |             | 1         |
| 8    | Kilian Albrecht     | 247    |             | 1         |
| 9    | Mitja Kunc          | 226    |             | 1         |
| 9    | Rainer Schönfelder  | 226    |             | 2         |

| Rang | Nom              | Points | Victoire(s) | Podium(s) |
| ---- | ---------------- | ------ | ----------- | --------- |
| 1    | Janica Kostelić  | 824    | 8           | 8         |
| 2    | Sonja Nef        | 384    | 1           | 3         |
| 3    | Martina Ertl     | 346    |             | 3         |
| 4    | Karin Köllerer   | 340    |             | 2         |
| 5    | Laure Pequegnot  | 317    |             | 1         |
| 6    | Christel Pascal  | 311    |             | 2         |
| 7    | Kristina Koznick | 300    |             | 3         |
| 8    | Hedda Berntsen   | 293    |             |           |
| 9    | Trine Bakke      | 245    |             | 3         |
| 10   | Anja Pärson      | 235    |             | 1         |

### Combiné
| Rang | Nom                 | Points | Victoire(s) | Podium(s) |
| ---- | ------------------- | ------ | ----------- | --------- |
| 1    | Lasse Kjus          | 100    | 1           | 1         |
| 2    | Michael Walchhofer  | 80     |             | 1         |
| 3    | Kjetil André Aamodt | 60     |             | 1         |
| 4    | Paul Casey Puckett  | 50     |             |           |
| 5    | Paul Accola         | 45     |             |           |
| 6    | Gregor Sparovec     | 40     |             |           |

| Rang | Nom                  | Points | Victoire(s) | Podium(s) |
| ---- | -------------------- | ------ | ----------- | --------- |
| 1    | Janica Kostelić      | 100    | 1           | 1         |
| 2    | Caroline Lalive      | 80     |             | 1         |
| 3    | Renate Götschl       | 60     |             | 1         |
| 4    | Karen Putzer         | 50     |             |           |
| 5    | Pia Kaeyhkö          | 45     |             |           |
| 6    | Michaela Dorfmeister | 40     |             |           |
| 7    | Régine Cavagnoud     | 36     |             |           |
| 8    | Trude Gimle          | 32     |             |           |
| 9    | Ella Alpiger         | 29     |             |           |
| 10   | Isabelle Huber       | 26     |             |           |

## Calendrier et résultats

### Messieurs
| Date                                                                 | Lieu         | Épreuve     | Vainqueur            | Second               | Troisième                        |
| -------------------------------------------------------------------- | ------------ | ----------- | -------------------- | -------------------- | -------------------------------- |
| 29 octobre 2000                                                      | Sölden       | Géant       | Hermann Maier        | Stephan Eberharter   | Fredrik Nyberg                   |
| 17 novembre 2000                                                     | Park City    | Géant       | Michael von Grünigen | Lasse Kjus           | Hermann Maier                    |
| 19 novembre 2000                                                     | Park City    | Slalom      | Heinz Schilchegger   | Mario Matt           | Kjetil André Aamodt              |
| 25 novembre 2000                                                     | Lake Louise  | Descente    | Stephan Eberharter   | Silvano Beltrametti  | Lasse Kjus                       |
| 26 novembre 2000                                                     | Lake Louise  | Super G     | Hermann Maier        | Lasse Kjus           | Andreas Schifferer               |
| 2 décembre 2000                                                      | Beaver Creek | Descente    | Hermann Maier        | Lasse Kjus           | Stephan Eberharter               |
| 3 décembre 2000                                                      | Beaver Creek | Super G     | Fredrik Nyberg       | Christoph Gruber     | Kenneth Sivertsen                |
| 9 décembre 2000                                                      | Val d'Isère  | Descente    | Hermann Maier        | Stephan Eberharter   | Fritz Strobl                     |
| 10 décembre 2000                                                     | Val d'Isère  | Géant       | Hermann Maier        | Heinz Schilchegger   | Andreas Schifferer               |
| 11 décembre 2000                                                     | Sestrières   | Slalom      | Hans-Petter Buraas   | Kilian Albrecht      | Pierrick Bourgeat                |
| 16 décembre 2000                                                     | Val d'Isère  | Descente    | Alessandro Fattori   | Kristian Ghedina     | Roland Fischnaller               |
| 17 décembre 2000                                                     | Val d'Isère  | Géant       | Michael von Grünigen | Heinz Schilchegger   | Bode Miller                      |
| 19 décembre 2000                                                     | Madonna      | Slalom      | Mario Matt           | Heinz Schilchegger   | Rainer Schönfelder               |
| 21 décembre 2000                                                     | Bormio       | Géant       | Christoph Gruber     | Erik Schlopy         | Fredrik Nyberg                   |
| 6 janvier 2001                                                       | Les Arcs     | Géant       | Michael von Grünigen | Benjamin Raich       | Marco Büchel                     |
| 9 janvier 2001                                                       | Adelboden    | Géant       | Hermann Maier        | Michael von Grünigen | Fredrik Nyberg                   |
| 14 janvier 2001                                                      | Wengen       | Slalom      | Benjamin Raich       | Rainer Schönfelder   | Mario Matt                       |
| 19 janvier 2001                                                      | Kitzbühel    | Super G     | Hermann Maier        | Josef Strobl         | Werner Franz                     |
| 20 janvier 2001                                                      | Kitzbühel    | Descente    | Hermann Maier        | Hannes Trinkl        | Stephan Eberharter Daron Rahlves |
| 21 janvier 2001                                                      | Kitzbühel    | Slalom      | Benjamin Raich       | Jure Košir           | Hans Petter Buraas               |
| 21 janvier 2001                                                      | Kitzbühel    | Combiné     | Lasse Kjus           | Michael Walchhofer   | Kjetil André Aamodt              |
| 23 janvier 2001                                                      | Schladming   | Slalom      | Benjamin Raich       | Hans Petter Buraas   | Mitja Kunc                       |
| 27 janvier 2001                                                      | Garmisch     | Descente    | Fritz Strobl         | Peter Rzehak         | Franco Cavegn                    |
| 28 janvier 2001                                                      | Garmisch     | Super G     | Christoph Gruber     | Hermann Maier        | Didier Cuche                     |
| Championnats du monde à Sankt Anton du 29 janvier au 10 février 2001 |              |             |                      |                      |                                  |
| 15 février 2001                                                      | Shigakogen   | Géant       | Hermann Maier        | Marco Büchel         | Benjamin Raich                   |
| 16 février 2001                                                      | Shigakogen   | Slalom I    | Pierrick Bourgeat    | Heinz Schilchegger   | Benjamin Raich                   |
| 17 février 2001                                                      | Shigakogen   | Slalom II   | Pierrick Bourgeat    | Heinz Schilchegger   | Jure Košir                       |
| 2 mars 2001                                                          | Kvitfjell    | Descente I  | Hermann Maier        | Florian Eckert       | Lasse Kjus                       |
| 3 mars 2001                                                          | Kvitfjell    | Descente II | Stephan Eberharter   | Florian Eckert       | Fritz Strobl                     |
| 4 mars 2001                                                          | Kvitfjell    | Super G     | Hermann Maier        | Hannes Trinkl        | Stephan Eberharter               |
| 8 mars 2000                                                          | Åre          | Descente    | Hermann Maier        | Stephan Eberharter   | Kenneth Sivertsen                |
| 10 mars 2000                                                         | Åre          | Géant       | Hermann Maier        | Erik Schlopy         | Benjamin Raich                   |
| 11 mars 2000                                                         | Åre          | Slalom      | Benjamin Raich       | Mario Matt           | Sébastien Amiez                  |

### Dames
| Date                                                                 | Lieu              | Épreuve     | Vainqueur            | Seconde                        | Troisième            |
| -------------------------------------------------------------------- | ----------------- | ----------- | -------------------- | ------------------------------ | -------------------- |
| 28 octobre 2000                                                      | Sölden            | Géant       | Martina Ertl         | Andrine Flemmen                | Anja Pärson          |
| 16 novembre 2000                                                     | Park City         | Géant       | Sonja Nef            | Brigitte Obermoser             | Anja Pärson          |
| 18 novembre 2000                                                     | Park City         | Slalom      | Janica Kostelić      | Martina Ertl                   | Christel Pascal      |
| 24 novembre 2000                                                     | Aspen             | Super G     | Michaela Dorfmeister | Régine Cavagnoud               | Corinne Rey-Bellet   |
| 25 novembre 2000                                                     | Aspen             | Slalom      | Janica Kostelić      | Martina Ertl                   | Kristina Koznick     |
| 30 novembre 2000                                                     | Lake Louise       | Descente I  | Petra Haltmayr       | Isolde Kostner                 | Renate Götschl       |
| 1er décembre 2000                                                    | Lake Louise       | Descente II | Isolde Kostner       | Carole Montillet               | Corinne Rey-Bellet   |
| 2 décembre 2000                                                      | Lake Louise       | Super G     | Renate Götschl       | Régine Cavagnoud               | Martina Ertl         |
| 6 décembre 2000                                                      | Val d'Isère       | Super G     | Régine Cavagnoud     | Michaela Dorfmeister           | Carole Montillet     |
| 9 décembre 2000                                                      | Sestrière         | Géant       | Michaela Dorfmeister | Anja Pärson                    | Sonja Nef            |
| 10 décembre 2000                                                     | Sestrière         | Slalom      | Janica Kostelić      | Sarah Schleper                 | Trine Bakke          |
| 16 décembre 2000                                                     | Saint-Moritz      | Descente I  | Brigitte Obermoser   | Renate Götschl                 | Emily Brydon         |
| 17 décembre 2000                                                     | Saint-Moritz      | Descente II | Renate Götschl       | Isolde Kostner                 | Régine Cavagnoud     |
| 19 décembre 2000                                                     | Sestrière         | Géant       | Sonja Nef            | Anja Pärson                    | Renate Götschl       |
| 20 décembre 2000                                                     | Sestrière         | Slalom      | Janica Kostelić      | Trine Bakke                    | Kristina Koznick     |
| 28 décembre 2000                                                     | Semmering         | Slalom      | Janica Kostelić      | Sonja Nef                      | Trine Bakke          |
| 30 décembre 2000                                                     | Semmering         | Géant       | Sonja Nef            | Corinne Rey-Bellet             | Sarah Schleper       |
| 6 janvier 2001                                                       | Maribor           | Géant       | Sonja Nef            | Karen Putzer                   | Renate Götschl       |
| 12 janvier 2001                                                      | Haus im Ennstal   | Descente    | Renate Götschl       | Isolde Kostner                 | Mélanie Turgeon      |
| 13 janvier 2001                                                      | Haus im Ennstal   | Super G     | Régine Cavagnoud     | Mélanie Turgeon                | Renate Götschl       |
| 14 janvier 2001                                                      | Flachau           | Slalom      | Janica Kostelić      | Karin Köllerer Laure Pequegnot |                      |
| 14 janvier 2001                                                      | Flachau           | Combiné     | Janica Kostelić      | Caroline Lalive                | Renate Götschl       |
| 19 janvier 2001                                                      | Cortina d'Ampezzo | Descente    | Isolde Kostner       | Renate Götschl                 | Régine Cavagnoud     |
| 20 janvier 2001                                                      | Cortina d'Ampezzo | Super G     | Régine Cavagnoud     | Mélanie Turgeon                | Renate Götschl       |
| 21 janvier 2001                                                      | Cortina d'Ampezzo | Géant       | Sonja Nef            | Allison Forsyth                | Michaela Dorfmeister |
| 26 janvier 2001                                                      | Ofterschwang      | Slalom      | Janica Kostelić      | Kristina Koznick               | Sonja Nef            |
| Championnats du monde à Sankt Anton du 29 janvier au 10 février 2001 |                   |             |                      |                                |                      |
| 16 février 2001                                                      | Garmisch          | Super G     | Carole Montillet     | Renate Götschl                 | Brigitte Obermoser   |
| 17 février 2001                                                      | Garmisch          | Slalom      | Janica Kostelić      | Christel Pascal                | Karin Köllerer       |
| 24 février 2001                                                      | Lenzerheide       | Descente    | Kirsten L. Clark     | Régine Cavagnoud               | Petra Haltmayr       |
| 25 février 2001                                                      | Lenzerheide       | Super G     | Isolde Kostner       | Renate Götschl                 | Carole Montillet     |
| 8 mars 2001                                                          | Åre               | Descente    | Hilde Gerg           | Isolde Kostner                 | Sylviane Berthod     |
| 9 mars 2001                                                          | Åre               | Super G     | Corinne Rey-Bellet   | Mélanie Turgeon                | Régine Cavagnoud     |
| 10 mars 2001                                                         | Åre               | Slalom      | Sonja Nef            | Martina Ertl                   | Anja Pärson          |
| 11 mars 2001                                                         | Åre               | Géant       | Sonja Nef            | Anja Pärson                    | Ylva Nowén           |

## Coupe des nations
| Rang | Nom        | Points | Victoire(s) | Podium(s) |
| ---- | ---------- | ------ | ----------- | --------- |
| 1    | Autriche   | 13281  | 30          | 81        |
| 2    | Suisse     | 5719   | 11          | 22        |
| 3    | France     | 4721   | 6           | 20        |
| 4    | Norvège    | 3995   | 2           | 17        |
| 5    | Italie     | 3399   | 4           | 11        |
| 6    | Slovénie   | 2813   |             | 3         |
| 7    | États-Unis | 2714   | 1           | 11        |
| 8    | Allemagne  | 2260   | 3           | 10        |
| 9    | Suède      | 1823   | 1           | 11        |
| 10   | Canada     | 1461   |             | 6         |

| Rang | Nom           | Points | Victoire(s) | Podium(s) |
| ---- | ------------- | ------ | ----------- | --------- |
| 1    | Autriche      | 8293   | 24          | 59        |
| 2    | Suisse        | 3173   | 3           | 7         |
| 3    | Norvège       | 2803   | 2           | 13        |
| 4    | Slovénie      | 1843   |             | 3         |
| 5    | France        | 1652   | 2           | 4         |
| 6    | Italie        | 1183   | 1           | 3         |
| 7    | États-Unis    | 1159   |             | 4         |
| 8    | Suède         | 531    | 1           | 4         |
| 9    | Liechtenstein | 529    |             | 2         |
| 10   | Allemagne     | 479    |             | 2         |

| Rang | Nom        | Points | Victoire(s) | Podium(s) |
| ---- | ---------- | ------ | ----------- | --------- |
| 1    | Autriche   | 4988   | 6           | 22        |
| 2    | France     | 3069   | 4           | 16        |
| 3    | Suisse     | 2546   | 8           | 15        |
| 4    | Italie     | 2216   | 3           | 8         |
| 5    | Allemagne  | 1781   | 3           | 8         |
| 6    | États-Unis | 1555   | 1           | 7         |
| 7    | Suède      | 1292   |             | 7         |
| 8    | Canada     | 1283   |             | 6         |
| 9    | Croatie    | 1256   | 9           | 9         |
| 10   | Norvège    | 1192   |             | 4         |

Classement final